# Suimanga de gorgera
El suimanga de gorgera (Hedydipna collaris) és un ocell de la família dels nectarínids (Nectariniidae).

## Hàbitat i distribució
Viu als clars del bosc, bosc de ribera i vegetació secundària del sud de Mali, Burkina Faso, Senegal, Gàmbia, Guinea Bissau, sud-est de Guinea, Sierra Leone, Libèria, Costa d'Ivori, Ghana, Togo, Benín, Nigèria, Camerun, illes del golf de Guinea, Guinea Equatorial, el Gabon, República del Congo, República Centreafricana, nord de la República Democràtica del Congo, Sudan del Sud, sud d'Etiòpia, sud de Somàlia, Ruanda, Burundi, Uganda, Kenya, Tanzània, Zàmbia, Malawi, cap al sud al centre, est i sud-est d'Angola, nord-est de Namíbia, nord de Botswana, Zimbabwe (a excepció del sud-oest i el centre), Moçambic i l'est de Sud-àfrica.